# Psamatodes rimosata
Psamatodes rimosata là một loài bướm đêm trong họ Geometridae.